# Quintrell Downs
Quintrell Downs – przysiółek w Kornwalii, w dystrykcie (unitary authority) Kornwalia. Znajduje się ona na skrzyżowaniu dróg A3058 i A392. Leży 4,1 km od miasta Newquay, 15,7 km od miasta Truro i 368,1 km od Londynu. Nazywa wywodzi się od otaczających wieś wrzosowisk. We wsi znajduje się stacja kolejowa. W 2015 miejscowość liczyła 1151 mieszkańców.